# Roody Lormera
Roody Lormera, né le 22 décembre 1982, est un footballeur haïtien. Il évoluait au poste d'attaquant.

## Biographie

### Carrière en club
Joueur du Roulado FC au début des années 2000, Roody Lormera émigre en Argentine en 2004, à El Porvenir, club de 2e division. Il ne parvient pas à s'imposer et décide de poursuivre sa carrière au Honduras de 2004 à 2006 (Pumas UNAH et Hispano FC). En 2007, il signe pour le Puntarenas FC, club du championnat du Costa Rica, mais n'y reste que très peu de temps.

### Carrière en sélection
Roody Lormera fait ses débuts en sélection haïtienne lors des éliminatoires de la Gold Cup 2003, le 18 novembre 2002, en marquant le but de la victoire 1-0 sur Antigua-et-Barbuda. Deux ans plus tard, il dispute les qualifications à la Coupe du monde 2006 (trois matchs et un but).
Vainqueur de la Coupe caribéenne des nations 2007, il contribue à la victoire en marquant deux buts, l'un en qualifications et le deuxième en phase finale, contre la Barbade (victoire 2-0). Retenu dans la liste de pré-sélectionnés pour la Gold Cup 2007, il est écarté de la liste finale et rate ainsi le tournoi.
Buts en sélection
| Buts en sélection de Roody Lormera | Buts en sélection de Roody Lormera | Buts en sélection de Roody Lormera                         | Buts en sélection de Roody Lormera | Buts en sélection de Roody Lormera | Buts en sélection de Roody Lormera | Buts en sélection de Roody Lormera |
|                                    | Date                               | Lieu                                                       | Adversaire                         | Score                              | Résultat                           | Compétition                        |
| ---------------------------------- | ---------------------------------- | ---------------------------------------------------------- | ---------------------------------- | ---------------------------------- | ---------------------------------- | ---------------------------------- |
| 1.                                 | 18 novembre 2002                   | Stade Sylvio-Cator, Port-au-Prince (Haïti)                 | Antigua-et-Barbuda                 | 1-0                                | 1-0                                | Qualif. Gold Cup 2003              |
| 2.                                 | 22 novembre 2002                   | Stade Sylvio-Cator, Port-au-Prince (Haïti)                 | Antilles néerlandaises             | 1-0                                | 3-0                                | Qualif. Gold Cup 2003              |
| 3.                                 | 21 février 2004                    | Hialeah (États-Unis)                                       | Îles Turques-et-Caïques            | 0-1 s.p.                           | 0-2                                | Qualif. Coupe du monde 2006        |
| 4.                                 | 12 mai 2004                        | Robertson Stadium, Houston (États-Unis)                    | Salvador                           | 3-3                                | 3-3                                | Amical                             |
| 5.                                 | 24 novembre 2004                   | Independence Park, Kingston (Jamaïque)                     | Îles Vierges des États-Unis        | 7-0                                | 11-0                               | Qualif. Coupe caribéenne 2005      |
| 6.                                 | 7 janvier 2007                     | Ato Boldon Stadium, Couva (Trinité-et-Tobago)              | Bermudes                           | 2-0                                | 2-0                                | Qualif. Coupe caribéenne 2007      |
| 7.                                 | 15 janvier 2007                    | Hasely Crawford Stadium, Port of Spain (Trinité-et-Tobago) | Barbade                            | 2-0                                | 2-0                                | Coupe caribéenne 2007              |

## Palmarès

### En club
- Roulado FC
  - Champion d'Haïti en 2002 (ouverture) et 2003 (clôture).

### En équipe nationale
- Haïti
  - Vainqueur de la Coupe caribéenne des nations en 2007.